# Wielichowo (stacja kolejowa)
Wielichowo – nieczynna stacja kolei wąskotorowej w Wielichowie-Wsi, w gminie Wielichowo, w powiecie grodziskim, w województwie wielkopolskim, w Polsce.
Budynek stacyjny z muru pruskiego został wybudowany w 1902 roku.